# Cosmic Explorer
Cosmic Explorer je páté studiové album japonské dívčí skupiny Perfume, které vyšlo 6. dubna 2016 přes Universal Music Japan a Perfume Records.

## Seznam skladeb
1. „Navigate“ – 1:19
2. „Cosmic Explorer“ – 5:22
3. „Miracle Worker“ – 3:40
4. „Next Stage With You“ – 4:39
5. „Story“ – 5:41
6. „Flash“ (Album Mix) – 4:35
7. „Sweet Refrain“ (Album Mix) – 4:42
8. „Baby Face“ – 4:00
9. „Tokimeki Lights“ (Album Mix) – 4:24
10. „Star Train“ (Album Mix) – 4:42
11. „Relax In The City“ – 4:12
12. „Pick Me Up“ – 3:49
13. „Cling Cling“ (Album Mix) – 3:53
14. „Hold Your Hand“ – 3:35

## Umístění v žebříčcích
První den po vydání album debutovalo na prvním místě v japonském denním žebříčku Oricon a hned se prodalo 60 858 nosičů. V prvním týdnu prodeje v týdenní verzi žebříčku Oricon album opět obsadilo první příčku a prodáno bylo 122 732 kopií. Deska se stala pátým po sobě jdoucím studiovým albem, které se umístilo na předních pozicích japonského žebříčku Oricon, ale zaznamenala dosud nejnižší prodej v prvním týdnu od vydání, částečně také kvůli rostoucímu prodeji v digitální formě. Album se rovněž objevilo na prvních pozicích v žebříčku iTunes Electronic Album Chart v jedenácti zemích: USA, Kanada, Mexiko, Brazílie, Taiwan, Čína, Singapur, Thajsko, Indonésie, Vietnam, Nový Zéland.
| Žebříček (2016)                                 | Stát        | Typ žebříčku | Pozice |
| ----------------------------------------------- | ----------- | ------------ | ------ |
| Japanese Daily Albums Chart (Oricon)            | Japonsko    | denní        | 1      |
| Japanese Weekly Albums (Oricon)                 | Japonsko    | týdenní      | 1      |
| South Korean Weekly Albums Chart (Gaon)         | Jižní Korea | týdenní      | 36     |
| South Korean Weekly International Albums (Gaon) | Jižní Korea | týdenní      | 5      |
| US Billboard Top Dance/Electronic Albums        | USA         | týdenní      | 16     |